# Skeletal Lamping
Albums de of Montreal
Hissing Fauna, Are You The Destroyer?
(2007) False Priest
(2010)
Skeletal Lamping est le neuvième album studio du groupe américain of Montreal.

## Pistes
1. "Nonpareil of Favor" – 5:48
2. "Wicked Wisdom" – 5:00
3. "For Our Elegant Caste" – 2:35
4. "Touched Something's Hollow" – 1:26
5. "An Eluardian Instance" – 4:35
6. "Gallery Piece" – 3:48
7. "Women's Studies Victims" – 2:59
8. "St. Exquisite's Confessions" – 4:35
9. "Triphallus, to Punctuate!" – 3:23
10. "And I've Seen a Bloody Shadow" – 2:23
11. "Plastis Wafer" – 7:11
12. "Death Isn't a Parallel Move" – 3:01
13. "Beware Our Nubile Miscreants" – 4:52
14. "Mingusings" – 3:01
15. "Id Engager" – 3:24